# Frans van Veen

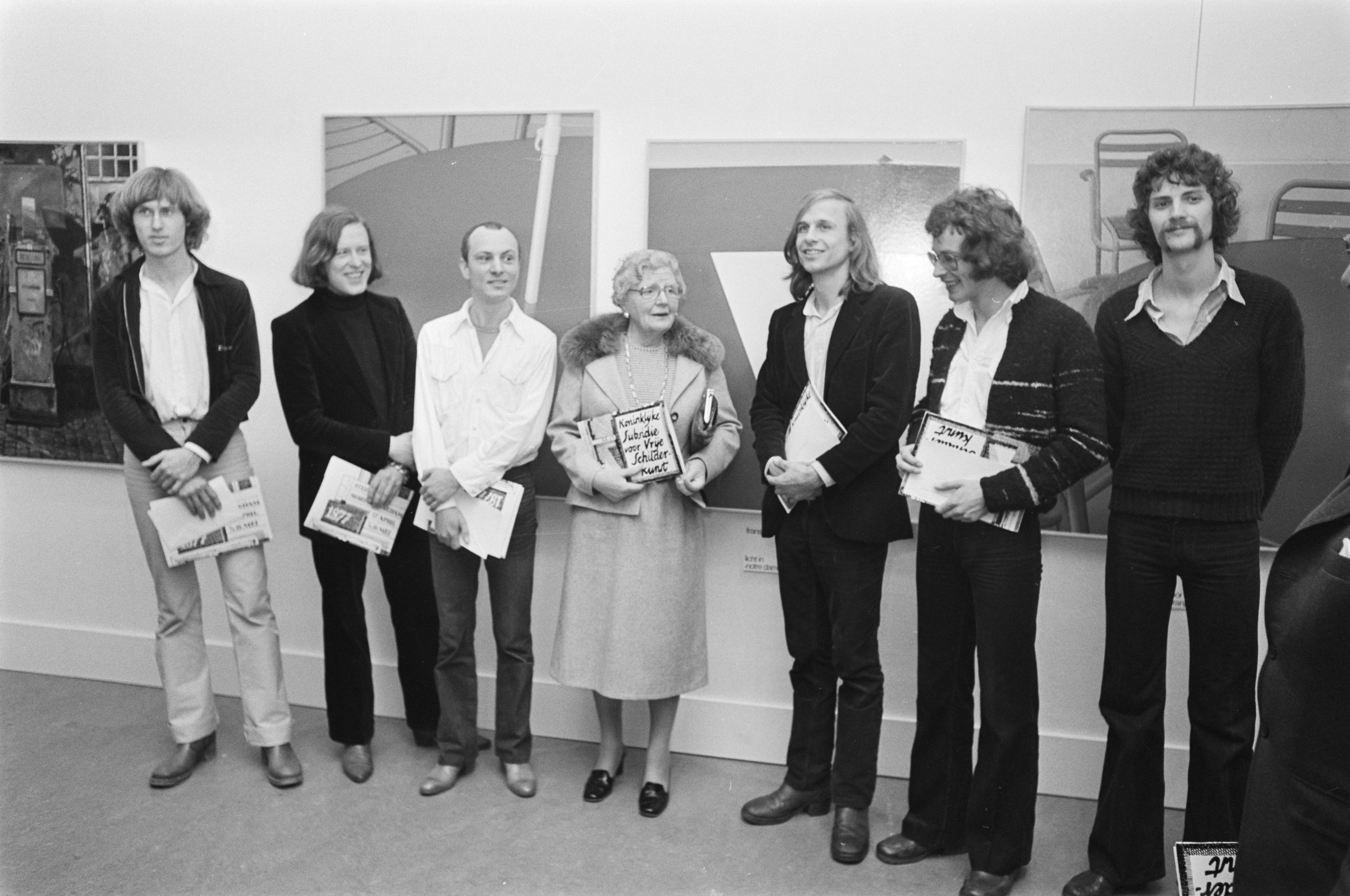
Frans van Veen en de overige laureaten van de Koninklijke Prijs voor Vrije Schilderkunst (1977)

Frans van Veen (Voorburg, 1950) is een Nederlandse kunstschilder.
Van Veen kreeg zijn opleiding aan de Academie St.-Joost te Breda en aan de Koninklijke Academie voor Kunst en Vormgeving te 's-Hertogenbosch.
Aanvankelijk schilderde hij in een minutieuze, hyperrealistische stijl. Daarbij onderzocht hij met name de verhouding tussen natuur en cultuur. Voor dat werk ontving hij tweemaal de bronzen medaille van de Europaprijs voor Schilderkunst te Oostende (B.), in 1976 en 1978. In 1977 ontving hij uit handen van koningin Juliana de Koninklijke Subsidie voor Vrije Schilderkunst.
In de jaren tachtig kon hij een vijftal malen gedurende een langere periode werken in het atelier van de Kröller-Müller Stichting in Zuid-Frankrijk, het Maison Jaune. Daar evolueerde zijn werk door het vele tekenen in de natuur, in een jarenlang proces van louter realisme, naar zijn huidige, meer lyrische manier van werken. Hij ontwikkelde een persoonlijke werkwijze, waarbij hij in het landschap grote pastelkrijtschilderingen maakt die later in het atelier uitgangspunt vormen voor olieverfschilderijen.
Als plein-airschilder legt hij in de natuur de beleving van het moment vast in zijn pastels, "sur le motif" zoals Cézanne zei. In deze pastels verbeeldt hij het landschap op een eigen, min of meer impressionistische wijze. Hij zegt gelukkig te zijn als hij in de natuur is en wil dat met alle kracht van zijn handschrift tonen.
Bij het schilderen in het atelier gebruikt hij de pastel als uitgangspunt. De verbeelding van het landschap is nu niet meer het eerste doel. Hij gaat het avontuur aan van het schilderen zelf: schilderend wil hij vertellen over "het schilderen". Dan gaat het om het rangschikken van kleuren naast elkaar, om de ritmiek van de verftoets, om de energie van de verfstroom over het doek. Het schildergebaar wil hij helder laten zien; de hand die kleur naast kleur zet. Dat nadrukkelijke handschrift van de olieverf vindt zijn oorsprong in het tekengebaar van de aanvankelijke pastels.
Hij beschouwt zichzelf als een landschapschilder. Zijn onderwerpen vindt hij in zijn eigen nabije omgeving, zoals langs de rivier de Mark of op de dijken van het westen van Noord-Brabant, maar ook in de duinen van Noord-Holland, langs de rivier de IJssel of in het Zuid-Limburgse heuvelland. Ook verder weg vindt hij zijn inspiratie tijdens langere tekenreizen naar bijvoorbeeld het Zoniënwoud bij Brussel, of naar de kust van Normandië, en de Algarve en zoals recenter naar de eilanden Jersey en Kreta.
Zijn werk is opgenomen in kunstcollecties van vele nationale en internationale bedrijven, instellingen en particulieren, zoals Sara-Lee, de ABN-AMRO, de Rabobank, het ministerie van Buitenlandse Zaken, Eurotool, Curver, Managium, Bernina, De Heus en Van Lier. 
Hij had exposities in vele galerieën in Nederland, Duitsland, België, Frankrijk en Argentinië.